# لین هاردی
لین هاردی (انگلیسی: Laine Hardy؛ زادهٔ ۱۲ سپتامبر ۲۰۰۰) خواننده و نوازنده گیتار اهل ایالات متحده آمریکا است. او برندهٔ هفدهمین فصل آمریکن آیدل است.